# 입체

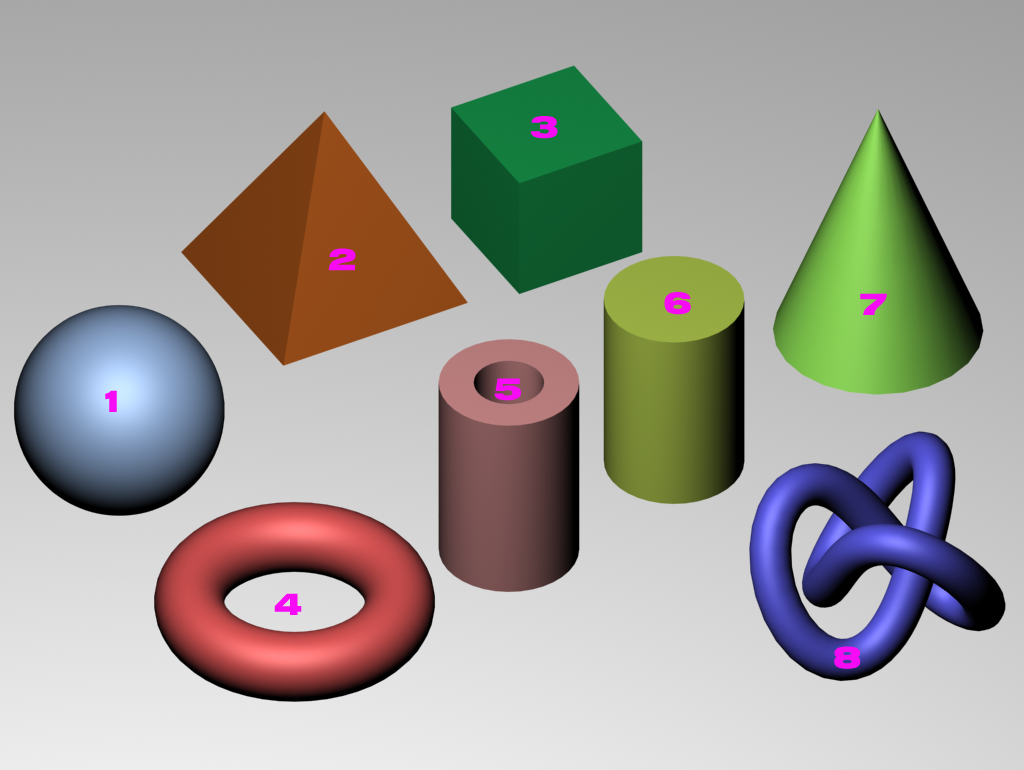

입체기하학（立體幾何學）이란 3차원 유클리드 공간에 있는 도형을 연구하는 기하학이다. 2차원 도형을 다루는 평면기하학과 달리 다면체, 구, 원뿔, 원기둥 같은 입체를 다룬다. 기하학에서의 입체는 닫혀 있는 3차원 도형 또는 면으로 둘러싸인 경계가 정해진 공간의 한정된 일부분으로 정의한다. 이 입체는 우리 주변에서 보고 인식하는 입체와는 약간 차이가 있다. 우리가 인식하는 실제적인 입체는 면으로 둘러싸인 3차원 형상이다. 기하학적 입체는 면과 일부 공간을 조합한 것으로, 보기에 따라 2차원 공간에 또 다른 차원을 추가한 것이라 할 수 있다.

## 밑면
밑면은 입체 도형에서 평행한 두 면 또는 각뿔이나 원뿔 등에서 뿔의 꼭짓점과 이웃하지 않은 면이다. 각뿔에는 밑면이 하나이고 각기둥의 밑면은 두 개 이상이며 직육면체 또는 정육면체는 어느 면이든지 밑면이 될 수 있다.